# Podocarpus transiens
Podocarpus transiens es una especie arbórea perennifolia de la familia Podocarpaceae de las coníferas. Es nativa de las selvas húmedas tropicales del este de Brasil.

## Taxonomía
Pertenece al género Podocarpus, y dentro de él, a la sección Capitulatis, la cual incluye especies distribuidas en el centro-sur de Chile y sudoeste de la Argentina, sur de Brasil y noreste de la Argentina, y los Andes desde Ecuador hasta el noroeste de la Argentina. 

## Distribución
Se distribuye de manera endémica en las selvas tropicales del este de Brasil, en regiones de altitud del norte de los estados de Minas Gerais y de Bahía.
Entre las localidades donde fue herborizado encontramos a: Serra Pé do Morro, Morro do Chapeu; Cristalia, Morro do Chapeu; Santana do Riacho, Serra do Cipo; río de Contas, Pico das Almas; sierra de Sao José, Tiradentes; Barao de Cocais; Serra do Mar, Roca Nova; Blumenau, Morro Spitzkopf; NP Chapada dos Veadeiros; y Abaira, Campo do Cigano.

## Hábitat
Habita en áreas de altitud, por encima de los bosques rupícolas submontanos, en forestas con condiciones ambientales muy húmedas gracias al aumento en la altitud, lo que redunda en una alteración gradual de la composición de las especies, las cuales presentan una fisonomía más perenne. Este árbol se sitúa en los sitios más protegidos de las montañas, como ser los valles profundos y las grandes grietas abiertas entre la roca arenisca. Allí la vegetación está al abrigo de la sequedad y de los frecuentes incendios. Estos sitios tienen un suelo forestal húmedo, compuesto por una importante acumulación de material orgánico. Acompañan a Podocarpus transiens otras especies leñosas, como Drimys brasiliensis, Weinmannia paulliniaefolia, Hedyosmum brasiliensis, etc.

## Características
Es un árbol, dioico, generalmente de tamaño mediano. Las hojas tienen forma de tiras. Es un árbol de crecimiento lento.

## Conservación
Está incluido este taxón dentro de la Lista Roja de la UICN en la categoría de especie con datos insuficientes (DD), pues no existe la información adecuada sobre ella para hacer una evaluación de su riesgo de extinción, basándose en la distribución y las tendencias de la población. Si bien no está amenazada, se admite que ante la eventualidad de investigaciones futuras que demuestren amenaza para la población, el estado deberá ser replanteado.
Entre las áreas de conservación en donde la especie es protegida se encuentra el parque nacional de Chapada Diamantina y el parque nacional da Chapada dos Veadeiros.